# Felix Bloch
Felix Bloch (23 tháng 10 năm 1905 – 10 tháng 9 năm 1983) là nhà vật lý người Mỹ gốc Thụy Sĩ, đã đoạt Giải Nobel Vật lý năm 1952 cùng với Edward Mills Purcell.

## Cuộc đời và Sự nghiệp
Bloch sinh trong một gia đình người Do Thái tại Zürich, Thụy Sĩ, là con của Gustav và Agnes Bloch. Ông học tiểu và trung học ở đây, sau đó vào học đại học ở trường ETH Zürich. Ban đầu ông học ngành Khoa học kỹ thuật, nhưng năm sau đã đổi sang ngành Vật lý học. Trong thời gian này ông theo học các bài giảng và tham gia các nhóm học tập chuyên đề (seminar) của giáo sư Peter Debye cùng Hermann Weyl ở ETH Zürich và Erwin Schrödinger ở Đại học Zürich gần đó. Một bạn sinh viên cùng tham gia các nhóm học tập chuyên đề này với ông là John von Neumann.
Tốt nghiệp năm 1927, ông tiếp tục học Vật lý ở Đại học Leipzig với giáo sư Werner Heisenberg, và đậu bằng tiến sĩ năm 1928. Bản luận án tiến sĩ của ông thiết lập lý thuyết lượng tử của chất rắn, sử dụng các sóng Bloch để mô tả các điện tử.
Ông được giữ lại ở Học viện châu Âu, học và nghiên cứu với Wolfgang Pauli ở Zürich, Niels Bohr ở Copenhagen và Enrico Fermi ở Roma, sau đó trở lại Đại học Leipzig giữ chức privatdozent (tương đương giảng viên).
Năm 1933, ngay sau khi Hitler lên nắm quyền, ông rời khỏi Đức, di cư sang Hoa Kỳ làm việc ở Đại học Stanford năm 1934. Cuối năm 1938, Bloch bắt đầu làm việc với máy gia tốc 37" ở Đại học California tại Berkeley để xác định mômen lưỡng cực từ của neutron. Bloch trở thành giáo sư môn Vật lý lý thuyết đầu tiên ở Đại học Stanford. Năm 1939, ông nhập quốc tịch Mỹ. Trong Chiến tranh thế giới thứ hai ông nghiên cứu về năng lượng hạt nhân ở Phòng thí nghiệm Quốc gia Los Alamos, sau đó từ chức để tham gia dự án radar ở Đại học Harvard.
Sau chiến tranh, ông tập trung vào nghiên cứu về cảm ứng hạt nhân và Cộng hưởng từ hạt nhân, là những nguyên lý cơ bản của Chụp cộng hưởng từ. Năm 1946 ông đề xuất các Phương trình Bloch trong đó xác định sự phát triển thời gian của việc từ hóa hạt nhân (nuclear magnetization).
Năm 1952, ông và Edward Mills Purcell được trao Giải Nobel Vật lý cho "việc phát triển các cách thức và phương pháp mới của họ cho việc đo chính xác từ hạt nhân (nuclear magnetic)".
Năm 1954–1955, ông làm Tổng giám đốc đầu tiên của CERN trong một năm. Năm 1961, ông làm giáo sư Vật lý học ở Đại học Stanford.